# Сидни Поатие
Сър Сидни Поатие (на английски: Sir Sidney Poitier) е американско-бахамски актьор и режисьор.  Носител на наградите „Оскар“, „Златен глобус“ и на BAFTA. Той е също така дипломат на Бахамските острови. През 1999 година Американският филмов институт включва Поатие под номер 22 в класацията на най-големите мъжки звезди на класическото Холивудско кино.

## Биография
Роден е в Маями, Флорида, САЩ в семейство на имигранти от Бахамските острови. Детството си прекарва в родния си град, на о. Кет и в Насау – столицата на Бахамите.
Има общо 6 дъщери от 2 брака. Дъщеря му Сидни Тамиа също е актриса.

### Актьор
През 1963 г. става първия чернокож актьор със спечелен „Оскар“ – за филма „Полски кринове“. През 1967 г. излизат 3 негови филма, които се превръщат в класика на американското кино – „На учителя с любов“, „Среднощна жега“ и „Познай кой ще дойде на вечеря“. С тях става кинозвезда от световен мащаб.

### Дипломат
От 1997 до 2007 г. е посланик на Бахамските острови в Япония, като едновременно е и представител на страната в ЮНЕСКО от 2002 до 2007 г.

## Отличия
Рицар-командор (Knight Commander) е на Ордена на Британската империя от 1974 г., което му дава правото да носи почетната титла сър.
През 2009 г. Поатие е награден с Президентския медал на свободата – най-високото гражданско отличие на САЩ, от президента на САЩ Барак Обама.
Получава наградата BAFTA за изключителни постижения в киното през 2016 г.
- Поатие през 1963 г.
- Президентът Барак Обама връчва Президентския медал на свободата на сър Сидни Поатие

## Избрана филмография
| Година | Филм                                    | Оригинално заглавие          | Роля                  | Режисьор             |
| ------ | --------------------------------------- | ---------------------------- | --------------------- | -------------------- |
| 1955   | Училищна джунгла                        | Blackboard Jungle            | Грегъри У. Милър      | Ричард Брукс         |
| 1959   | Порги и Бес                             | Porgy and Bess               | Порги                 | Ото Преминджър       |
| 1965   | Най-великата история, разказвана някога | The Greatest Story Ever Told | Симон Киренски        | Джордж Стивънс       |
| 1967   | На учителя с любов                      | To Sir, with Love            | Марк Такарей          | Джеймс Клавел        |
| 1967   | Познай кой ще дойде на вечеря           | Guess Who's Coming to Dinner | д-р Джон Уейд Прентис | Стенли Крамър        |
| 1967   | Среднощна жега                          | In the Heat of the Night     | детектив Върджил Тибс | Норман Джуисън       |
| 1988   | Стреляй, за да убиеш                    | Shoot to Kill                | Уорън Стантин         | Роджър Спотисууд     |
| 1992   | Проникване                              | Sneakers                     | Доналд Крийс          | Фил Олдън Робинсън   |
| 1997   | Чакала                                  | The Jackal                   | Картър Престън        | Майкъл Кейтън–Джоунс |